# Lodi Gardens
Lodi Gardens (hindsky लोधी उद्यान) jsou městský park, který se nachází v Novém Dillí, hlavním městě Indie. Přiléhají k ulicím Khan Market a Lodi Road v jižní části města. Rozkládají se na celkové ploše 360 000 m2 na ploše o nepravidelném tvaru, která má v severo-jižním směru délku 740 metrů a v západo-východním 360 m. Zahrnují několik hrobek panovníků z dynastie Lódí, které vznikly v 15. století.
Kromě parku se jedná také o chráněnou archeologickou lokalitu, oblíbené výletní místo i prostor pro běh, cvičení apod. Park je veřejně přístupný.

## Historie
Místo bylo oblíbené pro pohřbívání indických vládců během dynastií před příchodem Mughalů na indický subkontinent. Prvním zde pochovaným králem byl Iltutmíš, první dillíský muslimský panovník. Pohřben zde byl v roce 1236. Od té doby zde byly postaveny další hrobky různých vládců. Mughalský císař Akbar Veliký zde nechal zbudovat hvězdárnu
Až do roku 1936 byly jednotlivé hrobky indických panovníků obklopené hustě osídlenou oblastí. Domy byly v roce 1936 za koloniální správy vybourány a nahrazeny parkem. Ten byl zřízen v roce 1947.

## Popis objektů
V centrální části zahrady se nachází Bara Gumbád (Velký dóm). Původně se jednalo o bránu, která měla vést buď do přilehlé mešity, nebo jiného uzavřeného prostranství. Byla postavena v roce 1494 za vlády císaře Sikandera Lódího, doplněna byla také o jeho rezidenci a umělé jezero. Naproti ní se nachází Šiša Gumbád (Zrcadlový dóm), jehož název vznikl na základě použitých glazovaných dlaždic. Uvnitř se nachází několik náhrobků, nicméně nebylo dosud zjištěno, komu patří.
Dále se uvnitř zahrady nachází pozůstatky vodního příkopu, kterým byla přiváděna voda z řeky Jamuny k hrobce Sikandara Lódího. Nedaleko od ní se nachází most Athpula, poslední stavba, pod níž byl podepsán mughalský císař Akbar Veliký.
Nejstarší hrobka, která je součástí parku, pochází z roku 1444 a nechal ji postavit Ala-ud-dín Alam Šáh na počest panovníka Mohameda Šáha. Hrobka má osmiboký půdorys a je ozdobena dekorativními věžičkami (čatrí) a řadou naznačených i skutečných oblouků.

## Okolí
Nedaleko Lodi Gardens se v bezprostřední blízkosti nacházejí další čtyři hrobky indických panovníků z konce 15. století:
- Kale Chán ka Gumbád, hrobka zbudovaná v roce 1481 pro Mubaraka Chán Loháního, otce Sikandera Lódího.
- Chote Chán ka Gumbád
- Bhure Chán ka-Gumbád
- Chán ka-Gmbád